# Amithao cavifrons
Amithao cavifrons är en skalbaggsart som beskrevs av Hermann Burmeister 1842. Amithao cavifrons ingår i släktet Amithao och familjen Cetoniidae. Inga underarter finns listade i Catalogue of Life.